# NGC 2968
NGC 2968 (również PGC 27800 lub UGC 5190) – galaktyka spiralna (Sa), znajdująca się w gwiazdozbiorze Lwa. Odkrył ją William Herschel 7 grudnia 1785 roku.
W galaktyce tej zaobserwowano supernową SN 1970L.